# Petra Granlund
Petra Granlund (née le 15 octobre 1987 à Stenungsund en Suède) est une nageuse suédoise spécialiste des épreuves de papillon.

## Biographie
En août 2008, Petra Granlund participe aux Jeux olympiques de Pékin. Quatorzième des demi-finales du 200 mètres papillon, elle termine huitième en relais 4 × 200 mètres nage libre. Elle obtient ses premières médailles dans une compétition internationale lors des championnats d'Europe de natation en petit bassin 2008 disputés à Rijeka. Elle remporte en effet l'or en 200 mètres papillon le 11 décembre devant Aurore Mongel et Jemma Lowe puis le lendemain l'argent en relais 4 × 50 mètres nage libre. L'année suivante, elle gagne l'argent lors du 200 mètres papillon des championnats d'Europe de natation en petit bassin 2009 d'Istanbul. Battue de six dixième par Mongel, elle réalise en 2 minutes 3 secondes 82 son record personnel dans cette épreuve.
En décembre 2010, Petra Granlund obtient le bronze du 200 mètres papillon des Championnats du monde en petit bassin.

## Palmarès

### Jeux olympiques
| Épreuve / Édition    | Pékin 2008                               |
| 200 m papillon       | 14e temps des demi-finales 2 min 09 s 79 |
| 4 × 200 m nage libre | 8e 7 min 59 s 83                         |

### Championnats du monde
- Championnats du monde en petit bassin 2010 à Dubaï (Émirats arabes unis) :
  -  Médaille de bronze du 200 m papillon.

### Championnats d'Europe
- Championnats d'Europe en petit bassin 2008 à Rijeka (Croatie) :
  -  Médaille d'or du 200 m papillon.
  -  Médaille d'argent du relais 4 × 50 m nage libre.

- Championnats d'Europe en petit bassin 2009 à Istanbul (Turquie) :
  -  Médaille d'argent du 200 m papillon.

## Records

### Records personnels
Ces tableaux détaillent les records personnels de Petra Granlund.
| Épreuve        | Temps         | Compétition          | Lieu         | Date       |
| 200 m papillon | 2 min 08 s 97 | Jeux olympiques 2008 | Pékin, Chine | 12/08/2008 |

| Épreuve        | Temps         | Compétition                | Lieu              | Date       |
| 200 m papillon | 2 min 03 s 82 | Championnats d'Europe 2009 | Istanbul, Turquie | 10/12/2009 |